# モーリン・タッカー
モーリン・タッカー（Maureen Tucker、1944年8月26日 - ）は、アメリカ合衆国のミュージシャン。ロック・バンドのヴェルヴェット・アンダーグラウンドのドラマーとして知られる。

## 来歴
ニューヨーク・クイーンズ区ジャクソン・ハイツに生まれ、ニューヨーク州ナッソー郡レヴィットタウンで育つ。19歳でドラムを始めた。

### ヴェルヴェット・アンダーグラウンド
ヴェルヴェット・アンダーグラウンド（以下、VUと略記することあり）への加入を打診されたとき、彼女はIBMでキーパンチのオペレーターとして働いていた。VUのパーカッショニストはアンガス・マクリーズだったが、金を払って見に来る聴衆の前での演奏を嫌って1965年11月に脱退した。彼女に白羽の矢が立ったのは、VUのギタリストであるスターリング・モリソンが、大学時代の友人の妹がドラムを叩いていたことを思い出したからである。
彼女のドラミングのスタイルはきわめて特徴的である。立って演奏することが多い。スティックではなくマレット（打楽器用小槌）を用いてトムトム、スネア、上に向けられたバスドラムというシンプルなセットを叩き、シンバルはほとんど使わない。
VUではドラム・パートのほかに、3曲でリードボーカルに加わっている。1969年に発表されたサード・アルバム『ヴェルヴェット・アンダーグラウンド』では、アコースティックギターによる「アフター・アワーズ」（After Hours）でリードボーカル、「殺人ミステリー」（The Murder Mystery）で一風変わった詩の朗読を担当した。また同年に録音された「アイム・スティッキング・ウィズ・ユー」（I'm Sticking with You）でもリードボーカルを担当したが、同曲は編集アルバム『VU』（1985年）に収録されるまで、公式発表されなかった。リード・ボーカリストだったルー・リードは「アフター・アワーズ」について、「とても無垢でピュア」な曲だから自分では歌えなかった、と語っている。
初期にはライブでベースを演奏することもあった。彼女のベースの演奏が収録されている唯一の曲はボックス・セット『ピール・スローリー・アンド・シー』（1995年）に収められた「メロディー・ラフター」（Melody Laughter）である。
1970年初めに最初の息子であるケリー・"トラッカー"・タッカー（Kerry "Trucker" Tucker）を妊娠した際、一時的にVUを離れている。このためリードが在籍した時代のラストを飾るアルバム『ローデッド』（1970年）では、前作『ヴェルヴェット・アンダーグラウンド』から加入したベースのダグ・ユールと彼の弟ビリー・ユール（Billy Yule）ほか数人のスタジオ・ミュージシャンが代役を務めた。またライブにおいてはビリーが代役を務めた。
同年後半、VUに復帰。この時点でリードは脱退しており、リーダーシップをとっていたのはユールだった。1971年にかけて、北米・カナダ・欧州・英国・オランダを周るツアーに参加した後、子育てのためにVUを脱退して音楽界から遠ざかった。

### ソロ活動とヴェルヴェット・アンダーグラウンド再結成
アリゾナ州フェニックスに住んでいた1980年代初めに、サン・シティ・ガールズのアラン・ビショップ（Alan Bishop）と結成した短命のバンド「パリ1942」（Paris 1942）でドラムを演奏している。
1984年、ジョージア州ダグラスに移りウォルマート社で働きながら家族を養っていたが、1989年に仕事を辞めて友人たちが結成したハーフ・ジャパニーズに加わり、欧州ツアーに参加した。
以後、レコーディングとツアー活動を再開し、小規模な独立レーベルから多くのアルバムをリリースしている。自ら率いるバンドのフロント・パーソンとしてボーカルとギターを担当し、VUの同僚だったスターリング・モリソンを迎えて活動していた時期もある。1992年から翌年にかけてのVUの再結成にも参加し、欧州ツアーおよび2枚組アルバム『ライブ1993』の制作に加わった。
またゲストとして多くのレコーディングに参加した。この中にはハーフ・ジャパニーズの1990年のアルバム『Fire in the Sky』がある。ジェフ・フォイヤージーク（Jeff Feuerzeig）によるハーフ・ジャパニーズのドキュメンタリー映画『ハーフ・ジャパニーズ - いずれ王者になるバンド』には、彼女の演奏と長時間にわたるインタビューが収録されている。またマグネット（Magnet）というバンドや、ルー・リード（アルバム『ニューヨーク』）、VUの同僚だったジョン・ケイル（アルバム『ウォーキング・オン・ローカスツ』）のレコーディングにも加わっている。
さらに1999年には、エキセントリックな人物として知られるインディーズ・ミュージシャン兼小説家のチャールズ・ダグラス（別名Alex McAulay）のアルバム『The Lives of Charles Douglas』でドラムおよびプロデュースを担当した。
1999年から2003年にかけては、ロレット・ヴェルヴェット（Lorette Velvette）およびデイヴ・ソルジャー（Dave Soldier）と共にニューヨークおよびメンフィスで活動するパンクロック〜デルタ・ブルースのフュージョン・バンド「ザ・クロポトキンズ」（The Kropotkins）にバスドラム、作曲、ボーカルで参加し、アルバム『Five Points Crawl』のレコーディングを行っている。

## ディスコグラフィ

### ソロ・アルバム
- Playin' Possum (1981年)
- Life in Exile After Abdication (1989年)
- 『アイ・スペント・ア・ウィーク・ゼア・ジ・アザー・ナイト』 - I Spent a Week There the Other Night (1991年)
- 『オー・ノー、ゼイ・アー・レコーディング・ディス・ショウ』 - Oh No, They're Recording This Show (1992年) ※ライブ
- 『ドッグス・アンダー・ストレス』 - Dogs Under Stress (1994年)
- Waiting for My Men (1998年) ※コンピレーション
- 『テラストック』 - Moe Rocks Terrastock (2002年) ※ライブ
- I Feel So Far Away: Anthology 1974–1998 (2012年) ※コンピレーション[12]

### EP
- Another View (1985年) ※12インチ
- Moejadkatebarry (1987年) ※12インチ
- GRL-GRUP (1997年) ※CD

### シングル
- "Modern Pop Classics" (1980年)
- "Around and Around" (Chuck Berry) / "Will You Love Me Tomorrow?" (1981年) ※7インチ
- "Hey Mersh!" (1989年) ※7インチ
- "Too Shy" (1991年) ※10インチ
- "I'm Sticking with You" / "After Hours" (2002年) ※CD

### ヴェルヴェット・アンダーグラウンド
スタジオ・アルバム
- 『ヴェルヴェット・アンダーグラウンド・アンド・ニコ』 - The Velvet Underground and Nico (1967年)
- 『ホワイト・ライト/ホワイト・ヒート』 - White Light/White Heat (1968年）
- 『ヴェルヴェット・アンダーグラウンド』 - The Velvet Underground (1969年)
- 『ローデッド』 - Loaded (1970年）※クレジットのみ

ライブ・アルバム
- 『1969〜ヴェルヴェット・アンダーグラウンド・ライヴ』 - 1969: The Velvet Underground Live (1974年)
- 『ライヴ1993』 - Live MCMXCIII (1993年)
- 『ラ・ケイヴ 1968』 - La Cave 1968 (Problems In Urban Living) (1996年)
- 『FINAL V.U 1971-1973』 - Final V.U. 1971–1973 (2001年)
- 『ブートレグ・シリーズVol.1〜ライヴ1969:ザ・クワイン・テープス』 - The Quine Tapes (2001年)
- 『ザ・コンプリート・マトリックス・テープズ』 - The Complete Matrix Tapes (2015年)

コンピレーション・アルバム
- 『VU』 - VU (1985年) ※アウトテイク集
- 『アナザー・ヴュー』 - Another View (1986年) ※アウトテイク集
- 『ピール・スローリー・アンド・シー』 - Peel Slowly and See (1995年) ※ボックスセット
- 『ローデッド〜スペシャル・ヴァージョン』 - Loaded（Fully Loaded Edition）（1997年）[注釈 1]
- 『アヴァン '58-'67』 - Avant 1958-1967 (2019年)

### 参加アルバム
ジョン・ケイル
- Antártida (1995年) ※サウンドトラック
- 『ウォーキング・オン・ローカスツ』 - Walking on Locusts (1996年)
- Eat/Kiss: Music for the Films by Andy Warhol (1997年) ※サウンドトラック

その他
- チャーリー・ピケット : Route 33 (1986年)
- ルー・リード : 『ニューヨーク』 - New York (1989年)
- ハーフ・ジャパニーズ : Fire in the Sky (1990年)
- Shotgun Rationale : Who Do They Think They Are? (1992年)
- Shotgun Rationale : Roller Coaster (1993年)
- Paris 1942 : Paris 1942 (1997年)
- マグネット : Don't be a Penguin (1997年)
- チャールズ・ダグラス（アレックス・マコーレー） : The Lives of Charles Douglas (1999年)
- Bloodkin : Out of State Plates (1999年)
- ザ・クロポトキンズ : Five Points Crawl (2000年)
- The Raveonettes : Pretty in Black (2005年)